# Valasaravakkam
Valasaravakkam è una suddivisione dell'India, classificata come town panchayat, di 30.265 abitanti, situata nel distretto di Tiruvallur, nello stato federato del Tamil Nadu. In base al numero di abitanti la città rientra nella classe III (da 20.000 a 49.999 persone).

## Geografia fisica
La città è situata a 13° 02' 60 N e 80° 10' 26 E.

## Società

### Evoluzione demografica
Al censimento del 2001 la popolazione di Valasaravakkam assommava a 30.265 persone, delle quali 15.642 maschi e 14.623 femmine. I bambini di età inferiore o uguale ai sei anni assommavano a 2.463, dei quali 1.251 maschi e 1.212 femmine. Infine, coloro che erano in grado di saper almeno leggere e scrivere erano 26.856, dei quali 14.096 maschi e 12.760 femmine.